# Processo Gotha
Il Processo Gotha è un processo penale a carico di soggetti che secondo l'impianto accusatorio sarebbero i vertici della 'ndrangheta reggina, la cosiddetta "cupola". A capo della 'ndrangheta è stata individuata una "componente riservata", cioè dei "soggetti ‘cerniera’ che interagiscono tra l’ambito ‘visibile’ e quello ‘occulto’ dell’organizzazione criminale".
Il processo è stato avviato in seguito alle inchieste Mamma Santissima, Reghion, Fata Morgana e Sistema Reggio.
A processo con il rito ordinario, sono imputate 34 persone, tra cui figurano il senatore Antonio Caridi, l'avvocato e politico Paolo Romeo, l'avvocato Giorgio De Stefano, l'avvocato Antonio Marra, il parroco di San Luca Giuseppe Strangio. Con il rito abbreviato l'avvocato Giorgio De Stefano, zio del boss Giuseppe De Stefano, ed i fratelli Mario e Domenico Stillitano sono stati condannati a 20 anni di reclusione, Antonino Nicolò e Roberto Franco a 18 anni, Dimitri De Stefano, figlio del defunto boss Paolo De Stefano, a 15 anni, Emilio Angelo Frascati a 13 anni, Natale Saraceno e Domenico Marcianò a 12 anni, Aldo Inuso, cancelliere della Corte d'appello di Reggio Calabria, a 5 anni e 4 mesi, l'ex sindaco di Villa San Giovanni Antonio Messina a 3 anni e 4 mesi.
Il senatore Antonio Caridi, precedentemente arrestato per l'inchiesta "Mammasantissima" con l'autorizzazione del Senato il 4 agosto 2016, il 26 marzo 2018 viene rimesso in libertà.
Il 30 giugno 2021, dopo cinque anni esce la sentenza del processo di primo grado. Sono stati assolti il senatore Antonio Caridi, l'ex presidente della Provincia Giuseppe Raffa, ed altri 13 coimputati. Emerge il 50% delle condanne, 15 contro le 30 richieste dai pubblici ministeri.

## Operazioni delle forze dell'ordine
Il processo nasce dalle precedenti operazioni conclusesi nel 2016 Sistema Reggio, Fata Morgana e  Mamma Santissima.
In dettaglio:
il 15 marzo 2016 si conclude l'operazione Sistema Reggio che porta all'arresto di 17 persone, presunte affiliate ai De Stefano, tra cui Giorgio De Stefano e Franco e dei Serraino e Araniti. Dall'indagine si evince anche il controllo da parte delle cosche dell'accesso al lavoro negli esercizi commerciali della città di Reggio Calabria.
il 10 maggio 2016 si conclude l'operazione Fata Morgana che porta all'arresto di 7 persone presunte contigue alla 'ndrangheta reggina e al sequestro del centro commerciale La Perla dello Stretto
il 15 luglio 2016 si conclude a Reggio Calabria l'operazione Mammasantissima del Ros dei Carabinieri che porta all'arresto di 3 persone: Alberto Sarra ex consigliere regionale della Calabria, Giorgio De Stefano avvocato e Francesco Chirio, anch'esso avvocato; inoltre è indagato anche il già arrestato Paolo Romeo ex deputato del Psdi e viene presentata la richiesta d'arresto del senatore di Grandi Autonomie e Libertà Antonio Caridi

## Sentenza di primo grado (rito abbreviato)
A marzo 2018 si conclude il primo grado del rito abbreviato del processo Gotha condannando a 20 anni di carcere Giorgio De Stefano, ex consigliere comunale DC come al vertice della 'ndrangheta reggina ed in cui viene spiegato che a capo dei tre mandamenti vi sono ancora oggi i Piromalli per la zona tirrenica, i De Stefano-Tegano per Reggio città, i Nirta Scalzone per la Jonica, assetto definito ormai dagli anni '70 del secolo scorso. Il processo conferma Giorgio De Stefano e Paolo Romeo come i capi del mandamento Città e disvela il cosiddetto livello "invisibile" della 'ndrangheta reggina, fatta di soggetti cerniera e di manipolazione della vita politica, della massoneria deviata, dell'imprenditoria e della magistratura.